# Aeroportul Tununak
Aeroportul Tununak (IATA: TNK, FAA LID: 4KA) este un aeroport din Alaska, Statele Unite ale Americii ce deservește zona Tununak⁠(d). Aeroportul a fost tranzitat în 2019 de 5.470 de pasageri. A fost numit după zona deservită.
Situat la o altitudine de 4 m, aeroportul dispune de 1 pistă.

## Infrastructură

### Piste
Aeroportul dispune de o singură pistă. Pista 16/34 are suprafața de pietriș și dimensiunile 3.300 picioare × 75 picioare. 